# Abadia de la Grassa
L'abadia de la Grassa (Santa Maria d'Orbieu, o de la Grassa) és una antiga abadia benedictina de l'estat francès, situada al poble de la Grassa (en francès, Lagrasse), a la comarca del Termenès del departament de l'Aude, a la regió del Llenguadoc-Rosselló, dintre del districte de Carcassona. Està catalogada com a Monument històric.
La part més antiga de l'abadia, el primer palau de l'abat, té un claustre petit. Més enllà, es troben els cellers i caves en sales poc il·luminades. Al damunt, hi ha les cel·les dels monjos, del segle xiii. L'església és també del segle xiii i al costat té el nou palau de l'abat, del segle xviii. Una torre del segle xv (inacabada) s'aixeca a la part sud. L'abadia pot ser visitada.
El monestir de Santa Maria de la Grassa fou fundada al segle viii per Nimfridi o Nebridi que, amb alguns companys, es va retirar en aquest lloc a la riba de l'Orbieu, que aleshores s'anomenava Novalias. Amb el suport d'alguns senyors del territori, va poder construir un monestir i després una església dedicada a la Verge. Nebridi fou abat del monestir que Carlemany va convertir en abadia i li va confirmar les donacions rebudes per un diploma, emès a Compiegne el gener de l'any onzè del seu regnat, i després li va fer noves donacions. Durant molt de temps, es va dir Nostra Senyora d'Orbieu (Orobio) pel rierol en el qual estava. Se sap que ja existia el 779 i la seva fundació seria dos anys anterior a la del monestir d'Aniana. La vila a la rodalia fou part de la diòcesi de Carcassona. Nebridi, el seu primer abat, fou després bisbe de Narbona. En temps de l'abat Attala, el rei Lluís el Pietós li va confirmar privilegis i li va garantir la possessió de tres petits monestirs o priorats que en depenien: Sant Cucufat de Plexus (modern Sant Cucufat a la riba de l'Aude), Sant Pere de Cabrespina al Menerbe a la vora del riu Clamon, i el monestir de la Pajma, a la vora de l'estany del mateix nom (815)., a l
Entre els llocs catalans que havien depès de la Grassa es troba la vila d'Estagell, a la comarca del Rosselló.
Va perviure fins a la Revolució, quan els edificis van ser subhastats i adquirits per particulars.
Des de 2004, és una abadia de canonges regulars de la Mare de Déu, que empren els llibres litúrgics en la forma extraordinària del ritu romà.
El 2022 va obrir un centre de lectura.